# Montserrat Alcoverro
Montserrat Alcoverro con nombre de nacimiento Montserrat Alcoverro i Marco (Hospitalet de Llobregat, 22 de agosto de 1959) es una actriz de teatro, cine y televisión, conocida especialmente por su papel de Úrsula Dicenta en la serie de televisión Acacias 38 producida por RTVE y Maise Sendra en la serie El cor de la ciutat producida por TVC. Es miembro de la Asociación de Actores y Directores Profesionales de Cataluña, de la Unión de Actores y Actrices de Madrid, de " CIMA" Asociación de Mujeres Creadoras Escénicas, de la Academia del Cine Catalán y de la Academia de las Artes y las Ciencias Cinematográficas de España, entre otros.
En mayo de 2018 recibió por su papel de Úrsula Dicenta en Acacias 38 el Premio Napoli Cultural Classic 2018. Nápoles, Itàlia. 
En julio de 2018 recibió también por su papel de Úrsula Dicenta en Acacias 38 el XVIII Grand Prix Corallo Città di Alghero, Cerdeña, Italia.
En julio de 2019 la hacen "Madrina de Honor" en XIX Grand Prix Corallo Città di Alghero, Cerdeña, Italia.
En junio de 2022 recibió por su papel de "Úrsula Dicenta" en Acacias 38 el Premio X Fest. Villa Ruggiero-Brusciano en Nápoles, Italia
En septiembre de 2022 recibió también el Premio Sección Il Salotto de la Celebrità en el marco del 79ª Fest. Int. de Cinema de Venecia, Italia.

## Obras

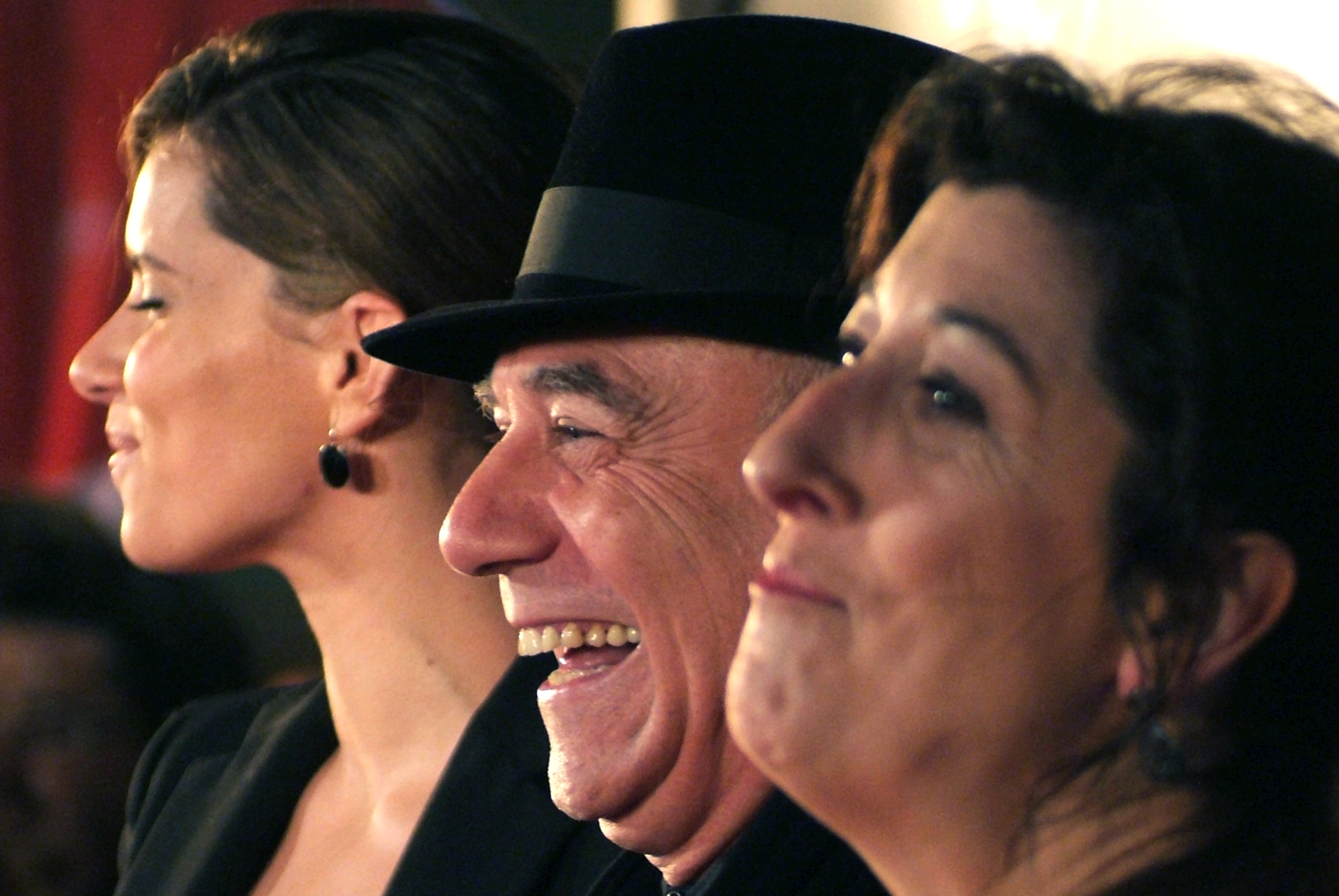
Mercè Martínez (izquiereda), Joan Massotkleiner (centro) y Montse Alcoverro (derecha) en el año 2011

### Televisión
- 1987: El bigote de Babel
- 1992: V comme vengeance (episodio Caramboles)
- 1995: Stirb für mich, telefilm de Michael Gutmann
- 1995: Dones i homes, telefilm de Antoni Verdaguer
- 1996: Oh! Espanya (episodio "Andalucía")
- 1997: Nova ficció (episodio "Més fort que la vida mateixa")
- 1999: Versprich mir, dass es den Himmel gibt, telefilm de Martin Enlen
- 2001: Des del balcó, miniserie
- 2001: Només per tu, telefilm de Jordi Cadena
- 2002: Ana y los siete (episodio "Así empezó todo")
- 2003: Joc de mentides, telefilm de Lluís Zayas
- 2003: La vida aquí, telefilm de Jesús Font
- 2004: Los Serrano (episodio "Yo confieso")
- 2004: Geerbtes Glück, telefilm de Heidi Kranz
- 2004: Hospital Central (episodio Héroes o personas)
- 2004: Maigret: L'ombra cinese, telefilm de Renato De María
- 2005: Le meilleur commerce du monde, telefilm de Bruno Gantillon
- 2005 - 2009: El cor de la ciutat
- 2007: Vida de familia, telefilm de Llorenç Soler
- 2007: Cuenta atrás (episodio "Instituto Bretón, 09:23 horas")
- 2008: Secrets de Xangai serie TVC/Shanghai Media Group dirigida por Yi Zhu
- 2009: Doctor Mateo (episodio "De cómo Mateo siempre será Mateo")
- 2010: Atrapats telefilm de Miquel Puertas
- 2011: Don Quichote, telefim de Sybille Tafel
- 2012: Concepción Arenal, la visitadora de cárceles, telefilm de Laura Mañá
- 2013: Polònia TVC - dirección Marc Martínez
- 2014: 39+1 serie TVC dirigida por Enric Folch
- 2015: Sé quién eres serie Tele5 dirigida por Pau Freixas
- 2015 - 2019: Acacias 38, serie TVE dirigida por Luis Santamaría, como Doña Úrsula Dicenta
- 2020: ByAnaMilán, serie de Atresplayer Premium, Dir. Rómula Aguillejaume
- 2021: Los herderos de la tierra, serie de Netflix, Dir. Jordi Frades
- 2022 Al otro lado, serie de Movistar, Dir. Javier Ruíz Caldera y Alberto de Toro

### Cine

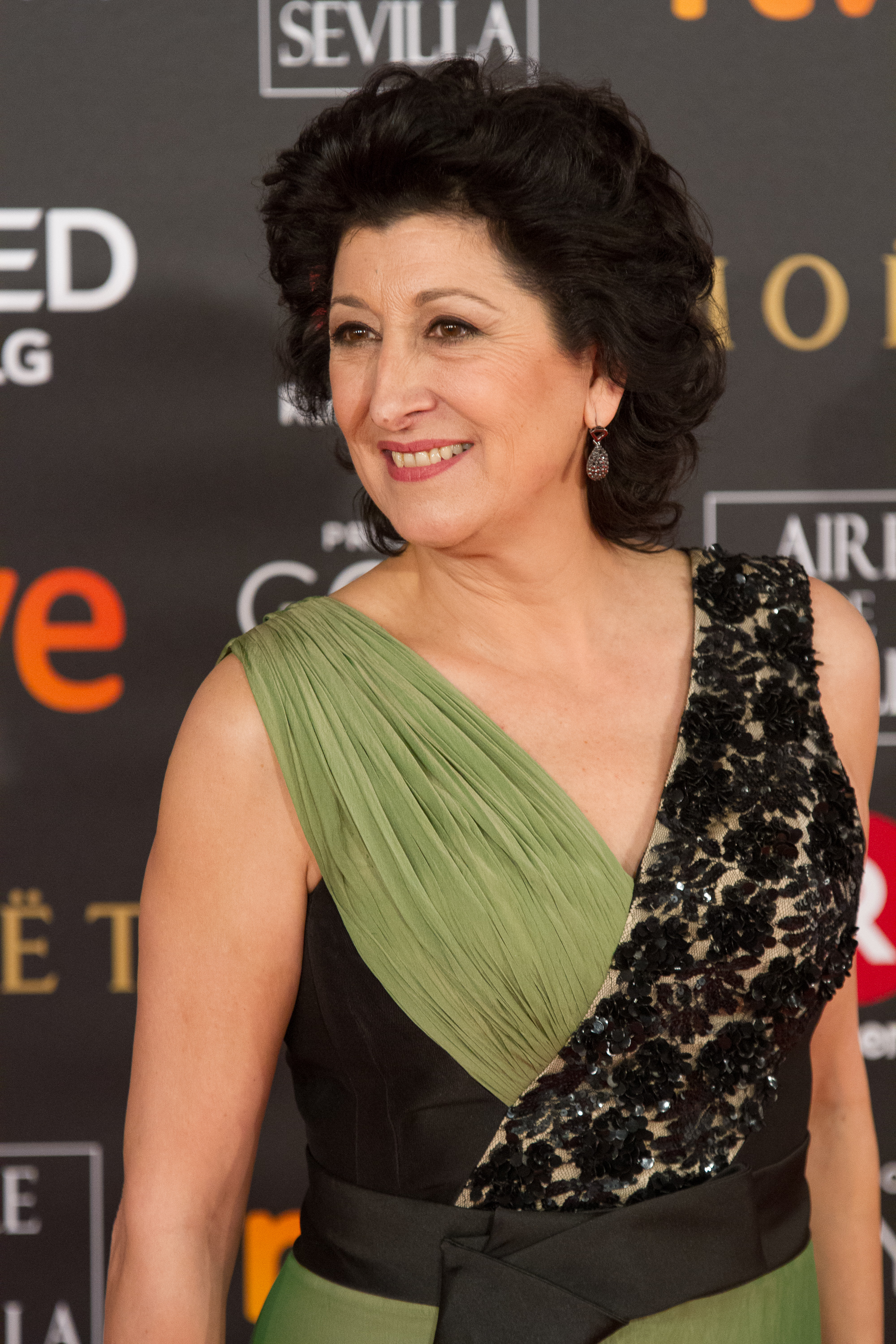
Montserrat Alcoverro en los Premios Goya 2018

- 1990: Pont de Varsòvia, de Pere Portabella
- 1994: Tríptico, de Carlos Atanes
- 1995: Transatlantis, de Christian Wagner
- 1997: No se puede tener todo, de Jesús Nicolás F. Garay
- 1999: Sobreviviré, de Alfonso Albacete y David Menkes
- 2000: Dones, de Judith Colell
- 2001: Figli/Hijos, de Marco Bechis
- 2001: Buñuel y la mesa del rey Salomón, de Carlos Saura
- 2002: Lola, vende ca, de Llorenç Soler
- 2002: Las puertas del mundo niño, cortometraje de Marco Antonio Pani
- 2003: Ilegal, de Ignacio Vilar
- 2004: Cachorro, de Miguel Albaladejo
- 2005: Vorvik, de José Antonio Vitoria
- 2006: Sin ti, de Raimon Masllorens
- 2007: Basura, cortometraje de Leandro Solari-Festival Northern Wave, Islandia-08 y Festival San Petersburgo 2008
- 2007: Chuecatown, de Juan Flahn
- 2011: 11-11-11, de Darren Lynn Bousman
- 2011: Katmandú, un espejo en el cielo, de Icíar Bollaín.
- 2012: A perro flaco – Cortometraje – Dir. Laura Ferrés. 59ª SEMINCI
- 2015: Antonio cumple 50, de Alejandro Mira
- 2015: Barcelona, noche de invierno, de Dani de la Orden
- 2020: Cientouno -Cortometraje- de Sebastián Alfie
- 2022: El cas Àngelus, fascinació de Dalí, de J.F. Charanssonet
- 2023: Tu madre o la mía, de chus Gutiérrez

### Teatro
- 1997-98: Pigmalión de George Bernard Shaw. Dir. J. Lluís Bozzo Cia. Dagoll Dagom
- 1999: La venganza de Don Mendo de Pedro Muñoz Seca. Dir. Paco Mir
- 2000: Melosa fel de Ll. A. Baulenas. Dir. Manel Dueso
- 2000: El malentendido de Albert Camus. Dir. Antonio Simón
- 2001: Ferdinando, de Anniballe Ruccello y dirección de Óscar Molina
- 2001-2009: Novembre Vaca - Ciclos de lecturas dramatizadas
  - Mira, allà es pon el sol, de Sibylle Berg y dirección Cristina Schmutz
  - Atra bilis de Laia Ripoll. Dir. Anna Silvestre
  - Cabaret Express de Elisa Lucinda. Dir. Esther Nadal
  - Un estiu amb les amigues de R. Victòria Gras. Dir. Imma Colomer
  - Què sóc jo per tu? de Àngels Aymer. Dir. Glòria Balanyà
  - Poemusa-1. Dir. Imma Colomer.
  - La sal de Eva Hibernia. Dir. Cristina Lügstenberg
  - The seer de Carmen Lloret. Dir. Ariadna Martí
- 2009: El sueño de Bambi de Christian Avilés. Dir. Anna Sarrablo
- 2010: La resclosa de Michel Azama. Dir. Robert Torres. Arenal Teatre
- 2011-2014: Subterrànies, sobreviure entre bombes – Projecte Vaca
- 2012: La sal de Eva Hibernia – Dirección Cristina Lügstenmann
- 2013-2015 MMM MedeaMaterialMedea de Heiner Müller – Dir. Robert Torres. Arenal Teatre
- 2020: Salomé de Óscas Wilde – Dir. Juanjo Marín
- 2022-2023 El conte de Nadal i la Srta. Scrooge – Dir. Juanjo Marín
- 2024: La Festa de Gal Soler – Dir. Maria Clausó